# Vignésh Shivan
Vignésh Shivan es un director, actor y escritor lírico indio que trabaja en el cine tamil. Ha sido regularmente asociado en los proyectos que implican Silambarasan, Dhanush y Anirudh Ravichander, así como helming vídeos de música independiente.

## Primeros años
Vignésh Shivan es el niño de dos agentes de policía; su padre trabajado como superintendent, mientras su madre trabajó como inspectora en Vadapalani. Vignésh Shivan es sabido para su familia grande. Estudie en Santhome Hr Sec Escuela, Mylapore. Era también un joven de Simbu (Silambarasan) en su escuela. Su padre murió en su temprana edad. Siendo el macho único de la familia, Vignésh (Vicky) tomó cargo del familiar y levantó su hermana propia quién era muy pobre en su educación. Es en un vivo-en relación con actor Nayanthara.

## Carrera
Vignésh Shivam Hizo película a escasa y después de conseguir Dharan para componer música para él; mostrado la película a productores, Gemini Circuito de Película, y entonces a su amigo de niñez, Silambarasan y ambos partidos apalabraron colaborar para hacerlo un largometraje tituló Podaa Podi (2012). Los productores de junta de la película, Shanaya Telefilms, liberó una serie de carteles en junio de 2008 publicising la película, mientras Silambarasan y Vignesh visitó en Canadá scouting para ubicaciones y estando de acuerdo un tratar Alcalde Ron Stevens para filmar en Orillia y Toronto. La película languished en producción para cercano a cuatro años, antes de que finalmente liberando en octubre de 2012 a revisiones mixtas. Él entonces continuado para ser activo en películas por laborables como lyricist, filmando vídeos de música independiente y apareciendo en una función suplente como un ingeniero en Velaiyilla Pattathari (2014).
Segunda película suya, Naanum Rowdydhaan (2015), como su primera película, pasó por varios cambios de lanzados y estudios de producción, antes de finalizar en Vijay Sethupathi y Nayantara como actores y Dhanush tan productor. La película, para qué dibuje inspiración de las vidas de sus padres, abiertos a altamente revisiones positivas en octubre de 2015. El Anirudh musical estuvo alabado por audiencia y la canción placement en la película era awesome.

## Filmografía

### Como director, escritor y actor
| Año  | Película              | Abonado cuando | Abonado cuando | Abonado cuando | Abonado cuando   | Observaciones                  |
| Año  | Película              | Director       | Escritor       | Actor          | Personaje        | Observaciones                  |
| ---- | --------------------- | -------------- | -------------- | -------------- | ---------------- | ------------------------------ |
| 2007 | Sivi                  | No             | No             | Sí             | Amigo de Krishna | No acreditado                  |
| 2012 | Podaa Podi            | Sí             | Sí             | Sí             | Él mismo         | Cameo                          |
| 2014 | Velaiyilla Pattathari | No             | No             | Sí             | Vignesh          |                                |
| 2015 | Naanum Rowdydhaan     | Sí             | Sí             | No             |                  | SIIMA Premio al Mejor Director |

### Como letrista
| Año  | Canción                                                                                    | Película                     | Compositor          | Notas |
| ---- | ------------------------------------------------------------------------------------------ | ---------------------------- | ------------------- | ----- |
| 2012 | "Liebre Rama Liebre Krishna""Maattikittenae""Un Paarvaiyilae"                              | Podaa Podi                   | Dharan Kumar        |       |
| 2013 | "Engadhi Poranthae"                                                                        | Vanakkam Chennai             | Anirudh Ravichander |       |
| 2013 | "En Vida En Angel"                                                                         | Virattu                      | Dharan Kumar        |       |
| 2014 | "Chancey Illa"                                                                             | Anirudh Ravichander          |                     |       |
| 2014 | "Adharru Adharru"                                                                          | Yennai Arindhaal             | Harris Jayaraj      |       |
| 2015 | "Enakenna Yaarum Illaye"                                                                   | Aakko                        | Anirudh Ravichander |       |
| 2015 | "Thappa Dhaan Theriyum"                                                                    | Maari                        | Anirudh Ravichander |       |
| 2015 | "Thangamey" "Naanum Rowdy Dhaan" "Yennai Maatrum Kadhale" "Kannaana Kanne" "Varava Varava" | Naanum Rowdydhaan            | Anirudh Ravichander |       |
| 2016 | "Senjitaley" "Remo Nee Kadhalan" "Sirikkadhey"                                             | Remo                         | Anirudh Ravichander |       |
| 2016 | "Showkali"                                                                                 | Achcham Yenbadhu Madamaiyada | A. R. Rahman        |       |
| 2016 | "Solli Tholaiyen Ma"                                                                       | Yaakkai                      | Yuvan Shankar Raja  |       |

## Otro trabajo

### Vídeos musicales
| Año  | Canción          | Artista(s)          | Notas                    |
| ---- | ---------------- | ------------------- | ------------------------ |
| 2012 | El Himno de Amor | Silambarasan        |                          |
| 2014 | Chancey Illa     | Anirudh Ravichander |                          |
| 2016 | Avalukkenna      | Anirudh Ravichander | Solo para Valentines Día |